# 洞泉寺 (山県市)
洞泉寺（とうせんじ）は岐阜県山県市高富南にある聖観世音菩薩を本尊とする臨済宗妙心寺派の寺院で、山号は宝林山。高富藩本庄氏の領内菩提寺。美濃四国58番札所。
延元4年（1339年）に根尾城で戦死した南朝の武将杉山義祐の菩提を弔うため、その室である妙智尼が字寺洞に玉洞庵として創建された草庵が始まりである。外護者を欠いた寺はその後衰退し、天文年間に洪水により流亡した。慶長5年（1600年）に当地の代官、山田六兵衛が淳岩禅師を招いて寺を字日洞に移して洞泉寺と名を改めた。その後、本庄氏が高富藩主となるとその菩提寺になっており初代藩主の本庄道章の位牌が祀られている。
寺の境内には江戸期の庄屋で俳人であった杉山藤兵衛が建立した俳諧美濃派歴代の句碑が、藤兵衛ゆかりの和合庵から移されている。